# 元氣魔法光之美少女
《Healin' Good ♥ 光之美少女》（日语：ヒーリングっど♥プリキュア）是由東堂泉製作的魔法少女動畫，為「光之美少女系列」第十七作，第十五代光之美少女。2020年2月2日於朝日放送和朝日電視台播放。台灣由東森幼幼台在2020年7月25日以「元氣魔法 ♥ 光之美少女」的名義首播。香港於2021年11月17日起由ViuTV播出，成為首部於該電視台播放的光之美少女系列作品。

## 概要
- 本作的主題為「生存」與「羈絆」以及「關懷」，關鍵詞是「地球的醫生」[1][2]。
- 本作聲演花寺和香變身精靈搭檔拉比琳的加隈亞衣亦在3年之後的續作《開闊天空！光之美少女》中聲演主角之一的虹之丘真白[3]。
- 本作聲演花寺和佳的悠木碧在3年之前亦曾聲演過劇場版《KiraKira☆光之美少女 A La Mode 清脆出爐！回憶的法式千層酥！》中頭號反派庫克。

### 2019冠状病毒病疫情所造成的影响
為了最大限度地考慮針對新的冠狀病毒感染的安全措施，原定於2020年4月26日播出的第13話停播，直到6月28日起才開始復播。

## 登場人物
※注意：部分名字及用詞尚無正式中文譯名，有關翻譯暫以劇中解釋為準。

### 光之美少女（Precure）

#### 本作的光之美少女
花寺和香／恩典天使（Hanadera Nodoka／Cure Grace）
配音：悠木碧（日本）；薛晴（台灣）；成樂怡（香港）
形象顏色：  粉红色
本作女主角之一，生日為3月9日，雙魚座。
新學年搬到健康市，同時轉入健康中學二年級。
為人溫文儒雅、待人友善、剛強不屈、樂於助人、剛中柔外。遇到需要幫助的人便會奮不顧身。
從小體弱多病，經常住院，因而令自己出院並開始了自己的校園生活時有特別多想做的事。喜歡幫助別人，看到有人需要幫助時就會立即行動。對自己想做的事卻因身體緣故無法實行。雖然如此，但都沒有阻礙自己的熱心去幫助別人，是個非常溫柔的人。
第1話為了幫助拿鐵恢復活力，接受拉比琳的搭檔邀請並變身成恩典天使，擊退巨病怪。
第2話中曾被拉比琳認為自己不適合做她的搭檔，後來因巨病怪出現時仍然挺身而出，而重新被拉比琳接受為搭檔。
在人多擁擠的地方會感到暈眩（第9話）。
第27話結尾她和拉比琳發現手持巨病碎片準備尋找下手目標的達瑞沉，想上前極力阻止時，被後者注入巨病碎片，陷入昏迷。
第28話因病魔碎片陷入重病，症狀與幼時的重病完全相同，引起猜測。與拉比琳合力逼出病魔碎片後，意外從恢復記憶的達瑞沉口中證實，幼年時期不明原因的重病正是被病魔怪種子侵蝕造成的，其後會康復也是因為達瑞沉受到病根魔王的召喚，自行離開和佳的身體。
第29話出於對自己與達瑞沉的關係感到自責，而過度增加晨跑的強度，引起親友們的擔心，經由明日美點破問題的核心才釋懷。
第33話得知自己的主治醫生蜂須賀因為治不好自己又找不到病因感到愧疚向醫院辭職一事後，她忍不住很想把自己其實是被病幻者達瑞沉纏身這事告訴給蜂須賀，在去和拉比琳跟佩吉討論下得知不能把巨病怪種子纏身這事告訴給蜂須賀，而且這部分還得跟緹蒂努女王商討才行，之後在和蜂須賀醫生互相鼓勵下也慢慢願意接受後者的離開。
第35話中喜歡上沙灘排球，主要是因為喜歡互相傳球時的感覺。
第41話結尾與拉比琳在路上偶遇從病根魔王追殺中逃出來的達瑞沉，當得知後者請求自己讓其回到自己的身體內等待力量回復時大驚失色，斷然拒絕後便轉身丟下後者倉惶逃跑。
第42話中得知她心裡不想要救達瑞沉，但又對這樣的自己感到厭惡，再經過和拉比琳的一番討論之後毅然決定不要救達瑞沉，接著跟暴走超獸化的達瑞沉交戰並嚴厲指責了他過去的自私，最終與眾人一起使出「光之美少女 最終治癒洗禮」淨化了達瑞沉。
第44話和新病根魔王展開最終決戰，但實力太強一度讓大家陷入劣勢的絕望，後受到新病根魔王所說的生存即是戰鬥這句話的啟發而有了想活下去的動力，並把這份活下去的動力帶動給其他人、元素精靈甚至全世界的人類和動物們。
變身咒語為「光之美少女，行動！！」。
變身口號為「重疊的兩朵花！恩典天使！（拉比！）」。
團體口號為「療癒地球！元氣魔法♥ 光之美少女！」。
在前作《星光閃亮☆光之美少女》最終話初次登場。
- 必殺技

光之美少女 治癒花朵（Precure Healing Flower）
揮舞治癒魔法棒描繪巨大愛心，觸碰治癒魔法棒上的肉球3次，射出巨大的粉紅色螺旋光波，淨化敵人，救出被污染的元素精靈，最後請元素精靈「請多保重！」。
光之美少女 治癒時間解放（Precure Healing Time Liberation）
射出巨大的粉紅色螺旋光波，淨化敵人，救出被污染的對象，最後請對象「請多保重！」。
電影版恩典天使在得到「米拉庫倫手電筒（Miraclen Light）」的力量強化變身為超級恩典天使後使出。
- 元素技

果實元素（実りのエレメント）
將果實的元素瓶裝在治癒魔法棒上後，用治癒魔法棒釋放果實形能量彈攻擊敵人，亦可製造出光劍斬殺敵人。
葉元素（葉っぱのエレメント）
將葉的元素瓶裝在治癒魔法棒上後，用治癒魔法棒釋放粉紅色能量光波攻擊敵人。
澤泉千優／泉源天使（Sawaizumi Chiyu／Cure Fontaine）
配音：依田菜津（日本）；謝寧（台灣）；廖杏茵（香港）
形象顏色：  藍色
本作女主角之一，生日為8月21日，獅子座。
就讀健康中學二年級。
文武雙全，不但是理科優等生，還是田徑社的跳高王牌。
家中經營溫泉旅館「澤泉旅館」。
性格沉著冷靜，做事乾脆俐落，認真又盡責。為人堅貞不屈，卻也溫柔善於照顧他人。
對自己所擔心的人事念念不忘。經常受身邊的人所依賴和獨自承擔責任。
小時候愛好游泳，有一次游泳時看見大海和天空好像看不見地平線似的互相融合，形成一整片無盡的藍色，並自此得到了「想要從海中遨遊天空」的想法，從而萌生了開始跳高的動機。
第2話帶著剛轉學的和佳到不同的運動社團實習，因此知道和佳不是「不擅長運動」而是「身體不習慣運動」。結尾意外撞見和佳與治癒動物們之間的互動。
第3話為了保護重要的人事物，以及幫助陷入苦戰的恩典天使，主動要求成為佩吉的搭檔並變身成泉源天使，與恩典天使一同擊退巨病怪。
第8話因為心理因素而一直跳高失誤，被佩吉坦懷疑患上運動失憶症，不過經過戰鬥後已經恢復了狀態。
第34話在秋季田徑大賽的跳高比賽中獲得第一名，被來自健康市西中學的跳高比賽第二名選手高美翼問及是否繼續朝世界大賽的方向努力時，本人卻回答沒有打算向這個方向發展，因此被對跳高非常認真的後者瞧不起，被其指責「只是把跳高當作兒戲，沒有上進心」。但也因為這個刺激，燃起了知由對跳高的熱誠並下定決心要邁進世界大賽，在淨化了後者之後兩人決定相約在未來的世界大賽中再度碰面而道別。
第38話面臨了未來是要繼續深造跳高項目還是接任澤泉旅館的掌櫃工作這二選一的困境，後來再經歷到與莘多恩和超病怪的交戰以及搭檔佩吉的鼓勵後決定兩個都要兼顧，並與弟弟藤司相約看誰之後誰能當上掌櫃。
變身咒語為「光之美少女，行動！！」。
變身口號為「交匯的兩股泉水！泉源天使！（佩！）」。
團體口號為「療癒地球！元氣魔法♥ 光之美少女！」。
「Fontaine」為法語的「泉源」之意。
- 必殺技

光之美少女 治癒水流（Precure Healing Stream）
揮舞治癒魔法棒描繪巨大水滴，觸碰治癒魔法棒上的肉球3次，射出巨大的藍色螺旋水流，淨化敵人，救出被污染的元素精靈，最後請元素精靈「請多保重！」。
- 元素技

冰元素（氷のエレメント）
將冰的元素瓶裝在治癒魔法棒上後，用治癒魔法棒釋放暴風雪，凍結敵人。
雨元素（雨のエレメント）
將雨的元素瓶裝在治癒魔法棒上後，用治癒魔法棒向雲朵注入能量，製造烏雲，降下滂沱大雨淋濕敵人，亦可釋放藍色能量光波或大量的塊狀雨水攻擊敵人。
平光向日葵／閃亮天使（Hiramitsu Hinata／Cure Sparkle）
配音：河野日和（日本）；徐瑀甄（台灣）；楊婉潼（香港）
形象顏色：  黄色
本作女主角之一，生日為10月4日，天秤座。
就讀健康中學二年級。
性格活潑開朗待人友善，善於調節氣氛。做事心直口快坦白直率，但要是發現說錯話也會馬上道歉。
喜歡時裝和化妝，但是不擅長讀書。有自卑並害怕失敗的一面，對自己的性格與能力十分沒有信心。
毫不懼怕閃電，對如閃電行動並在飛翔的巨病怪不屑一顧。
家裡同時經營獸醫診所「平光動物診所（Hiramitsu Animal Clinic）」和移動式果汁店「Cafe Wonderful Juice H」。
第4話遇到撿口紅來還的托尼，還不小心聽到他說話，急忙把他撿回家時遇到和佳與千优。帶著托尼與和佳等人出來找朋友時，因巨病怪出現，擔心和佳與千优的香葵決定找尋兩人的去向，卻撞見兩人變身為光之美少女的場景。為了協助苦戰的兩人，決定接受托尼的邀請，成為他的搭檔，變身成閃亮天使，擊退巨病怪。
第13話時因為巴特特摩達的言論感到恐懼，甚至產生不想再當光之美少女的想法，在同伴的開導下了解到「戰鬥不是沒有意義的事情」而想通。
第36話得知她有一個小學時代的同學兼好友英里子，並且還有一個英文名叫做娜塔莎（Natasha），同話看到和佳和千优在校考試都有優異成績，然而自己考試成績卻很慘烈而開始担忧自己的未來，覺得成績優異的兩位同伴未來可能都會上外語好學校而認為會被她們貶低，並下定決心要用功，雖然本人嘗試專心用功讀書，但自己卻非常容易分心做其他事而失敗告終，結果該話結尾其考試成績又更差了，但是後面決定為了能和兩位同伴進同一所好學校而開始願意努力。
第39話在睡夢中夢到大家和健康市市民還有病幻者所有人和平相處，但終究只是夢一場，醒來後在學校裡她把這個夢境的事告訴給大家，雖然目前已得知三位病幻者，但是彼此卻一直沒看過病根魔王的實體。後來在一次跟大家相約出遊遲到時與托尼意外的發現了古艾瓦爾出來的通往病幻王國的入口，於是召集所有人一起進入裡面找出病根魔王。
第40話她因為對自己輕信古阿爾的詭計而害得大家以及健康市都面臨危險一事而感到後悔，一度情緒低落，但後來在其他同伴的鼓勵之下她走出陰影重新振作起來，並在最後與眾人一起通過使用「光之美少女 最終治癒洗禮」集中淨化病幻王國裡腐蝕程度最低的一個點的方式打開通往人類世界的大門安全地逃回了人類世界。
變身咒語為「光之美少女，行動！！」。
變身口號為「交織的兩道光芒！閃亮天使！（喵！）」。
團體口號為「療癒地球！元氣魔法♥光之美少女！」。
- 必殺技

光之美少女 治癒閃光（Precure Healing Flash）
揮舞治癒魔法棒描繪巨大十字星，觸碰治癒魔法棒上的肉球3次，射出巨大的帶電金黃色螺旋光波，淨化敵人，救出被污染的元素精靈，最後請元素精靈「請多保重！」。
- 元素技

雷元素（雷のエレメント）
將雷的元素瓶裝在治癒魔法棒上後，用治癒魔法棒釋放電流，麻痺敵人。
火元素（火のエレメント）
將火的元素瓶裝在治癒魔法棒上後，用治癒魔法棒釋放火焰攻擊敵人，亦可釋放黃色能量光波攻擊敵人。
風鈴亚莎／地球天使（Fuurin Asumi／Cure Earth）
配音：三森铃子（日本）；劉如蘋（台灣）；陳雪瑩（香港）
形象顏色：  紫色
本作女主角之一，生日為8月16日，獅子座。
新的光之美少女，第19話在緹蒂努女王的祈禱下顯靈，不但解救了恩典天使等三人，還在戰鬥結束後以自身力量變出風的元素瓶，治療拿鐵。
第20話說出自己「不是人類，而是類似精靈的存在」，在與貝特莫達交戰時也說「我不是上一代的光之美少女，不過是因為上一代的力量而誕生」，而拿鐵則說她跟母親當年的搭檔「風」長得一模一樣。因為擔憂拿鐵的安危，本來想帶拿鐵回治癒花園。但在拿鐵說出「我想跟光之美少女們並肩作戰」後認同這個想法，於是正式成為搭檔，變身成大地天使，擊退病魔怪並完全淨化貝特莫達。戰鬥結束後得到屬於自己的名字「亚莎」，是從變身稱號「Earth」延伸而來。
外貌年齡約為20歲，但實際上剛剛誕生，與嬰兒無異。
第21話得到屬於自己的姓氏「風鈴」，以外國背包客以及拿鐵主人的身分寄居在和佳家中，但因為缺乏生活常識而鬧出不少笑話，比如不會用筷子、不懂蓮蓬頭用法、不看紅綠燈等等。
隨著劇情發展，漸漸培養出人類的感情與情緒，包括「喜愛」（第22話）、「可愛」與「寂寞」（第23話）、「驚喜」（第26話）、「不甘心」（第27話）、「絕望」（第31話）、「興奮」（第39話）等等。
在情緒低落時身體會變透明，相對地只要情緒恢復平緩就會復原（第22話）。
第24話展現新能力：可以使用風的力量打開蟲洞，前往遠處，但因為會嚴重消耗力量所以不能連續使用，而在第40話中更是表示此能力必須在有風元素精靈的地方才能使用，而由於當時所有人身處在不僅沒有風元素精靈，也沒有其他元素精靈氣息的病幻王國的關係，致使她無法發揮使用。
第26話很在意和佳等人感情好，也很在意只有自己沒有合體技能。發現其他人為自己準備的驚喜後，感謝緹蒂努女王使她誕生。
第43話在緹蒂努登場後得知要找出能夠淨化新病根魔王的方法外加莘多恩不留情的追擊以及上面三人當時身負重傷難以站起繼續戰鬥，情急之下她使用風之力帶所有人到結界外，到了外面她也指出若想要再進入結界內與新病根魔王交戰的話，我方的人就可能必須要持有病幻者之力才有機會進入結界內，而後她不顧眾人的反對，堅持決定以自身為代價去吸收病幻者的力量這個抉擇，所以在最後眾人成功淨化莘多恩後，她以自身來吸收了莘多恩的病幻者力量，吸收完後她表示雖然剛開始有些不適，但以自身的身體狀況還不會有問題。
第44話與拿鐵、拉比琳、佩吉還有喵托蘭一起返回治癒花園。
第45話和和佳等人再相逢，而這時巨病怪出現來襲，當得知巨病怪原型是之前工作所接觸過的健康饅頭時，因有感情而無法下手攻擊導致露出破綻被巨病怪打傷，後來拿鐵不希望她因為情感因素而不敢戰鬥所以親自蒙住她雙眼別看，最後四人成功淨化了巨病怪。
繼《光之美少女 Max Heart》的九條光和《DokiDoki! 光之美少女》的圓亞久里後，第三位以特殊生命形式轉生為光之美少女之成員。
繼《星光閃亮☆光之美少女》的尤妮後，第二位沒有去上學的光之美少女。
變身咒語為「光之美少女，行動！！」。
變身口號為「超越時間連結的兩道風！地球天使！（汪！）」。
團體口號為「療癒地球！元氣魔法♥ 光之美少女！」。
- 必殺技

光之美少女 治癒颶風（Precure Healing Hurricane）
撥動地球風豎琴的琴弦，射出巨大的帶有無數白色羽毛的紫色龍捲風，淨化敵人，救出被污染的元素精靈，最後請元素精靈「請多保重！」。
- 元素技

空氣元素（空気のエレメント）
將空氣的元素瓶裝在地球風豎琴上後，釋放空氣氣泡，封鎖敵人的行動，亦可製造空氣炸彈攻擊敵人。
音元素（音のエレメント）
將聲音的元素瓶裝在地球風豎琴上後，撥動琴弦釋放紫色音波，使敵人無法動彈，亦可圍繞敵人製造大量小型紫色音波向敵人發射雷射攻擊。
- 合體必殺技

光之美少女 元氣綠洲（Precure Healing Oasis）
第11話登場。初期三人組將「奇蹟魔法瓶」裝在治癒魔法棒上後，各自觸碰治癒魔法棒上的肉球3次，召喚巨大的綠洲，射出粉紅色、淺藍色與黃色的巨大螺旋光波，淨化敵人，救出被污染的元素精靈，最後請元素精靈「請多保重！」。
光之美少女 終極元氣聖光（Precure Final Healin' Good Shower）
第31話登場。全體光之美少女將「超凡治癒瓶」裝在治癒弓箭上後變身為超凡治癒型態（Special Healin' Good Style），隨後全體光之美少女拉動治癒弓箭注入治癒能量，射出粉紅色、淺藍色、黃色與紫色的巨大螺旋光波，淨化敵人，救出被污染的人類，最後請人類「請多保重！」。

#### 交接的光之美少女
夏海真夏／夏日天使（Natsuumi Manatsu／Cure Summer）
配音：菲魯茲·藍（日本）；李珮嘉→林沛笭（台灣）；顧詠雪→黃穎誼（香港）
形象顏色：        彩虹色（  粉紅色）
Tropical-Rouge！光之美少女主角，第45話登場，在和佳等人於治癒花園遇到危險時被拿鐵用自己的力量召喚到治癒花園裡，幫助和佳等人救了被俘虜的治癒動物和淨化了巨病怪，之後戴著拿鐵外形的愛心戒指告別和佳等人離開治癒花園。
片尾曲後再次登場，與恩典天使正式交接。

### 治癒花園（）
負責醫治地球的異世界，居民們被稱為「治癒動物」，包含各式各樣的動物外型，連獨角獸這類空想生物也有。
第1話時已遭到病幻者的破壞，且有大量的治癒動物倒下。
根據故事初期的敘述，治癒動物本身有能力直接對抗病幻者，不過自從緹蒂努女王和病根魔王一戰後就沒有任何能直接對抗病幻者的治癒動物存在了，直到第37話戰鬥成員才開始幾乎復原。
而根據病幻者們所言，光之美少女的出現證明了「已經沒有任何對抗病幻者的治癒動物存在」這一點。
治癒動物外表在劇中人物眼中跟普通動物一樣。
第20話提及治癒花園是「因地球本身的意志而誕生的異世界」。
第43話，泰雅緹努率領已經復原的治癒動物群前往地球，支援光之美少女們。
和香、千優與向日葵於第45話首次來到該地遊玩。

#### 光之美少女的搭檔
是一群身分為「實習地球醫生」的治癒動物。被女王泰雅緹努拜託照顧好拿鐵並來到人類世界。
第44話，因病根魔王已經消滅，完成使命，便與亚莎以及拿鐵一同告別和香、千優和向日葵，返回治癒花園。
拉比琳（Rabirin）
配音：加隈亞衣（日本）；徐瑀甄、林沛笭（ALL STARS F）（台灣）；何凱怡（香港）
形象顏色：  粉红色
粉紅色的女性兔子型治癒動物，好勝而帶正義感，堅強有活力，但常常犯蠢導致徒勞無功，跟別人賭氣，拖著和香走卻總是一事無成，語尾習慣加上「～拉比（～ラビ）」。
比起其他治癒動物，拉比琳選擇拍檔的條件最為嚴格，為了完成任務，她寧可選擇成熟、堅強又帥氣，並絕對不會失敗的人類醫生。
第2話因看見和香不擅長運動而打算拆夥，但其實並非嫌棄和香，而是不想要她過度勉強自己，甚至因此受傷，之後被和香勇敢抗敵的行為感動而和解。
第15話表現出不坦率的一面，導致第二次拆夥危機：某日拉比琳路過香草專門店的時候，喜歡上店鋪裡的吉祥物「薰衣草不倒翁」，所以跟和香一起努力參加活動入手，但在回家途中被喵托蘭嫌老土，拉比琳為了面子就把不倒翁丟到地上，導致和香誤會自己受到欺騙，兩人大吵一架，甚至因此在之後巨病怪出現時無法變身作戰。在拿鐵的搓合下，兩人反思自己的過錯並道歉，重修舊好，不但進一步加深羈絆，後來還拿到第二個不倒翁，滿足心願。
第28話面對因巨病碎片而飽受煎熬身陷重病的和香感到自責難過，就在雙方握起手時，成功引發和香體內光之美少女力量並把糾纏和香體內的巨病碎片趕出去。
第45話和和香等人重逢，而拿鐵把大家名字都叫了一遍，唯獨她卻被拿鐵叫做「壽甘」（一種傳統的日本和菓子）。
名字源於英語的「Rabbit」（兔子）。
生日為3月3日，雙魚座。
佩吉（Pegitan）
配音：武田華（日本）；薛晴（台灣）；植婉雯（香港）
形象顏色：  水色
淺藍色的男性企鵝型治癒動物，頭腦優秀卻內向害羞，喜歡泡溫泉，行事謹慎而能幹，和千優很合得來，語尾習慣加上「～佩（～ペエ）」。
與拉比琳相比，他認為選擇拍檔不一定需要醫生，只需比較溫柔的人。
第3話時一直想幫忙卻提不起勇氣，後來被知由主動要求協助，而決定攜手合作。之後搬到千優家去住了。
第17話為協助搭檔千優在溫泉旅館的工作，也顯露出不輸拉比琳的好勝與努力，其努力和幹練的工作能力也使千優的弟弟藤司完全沒得做到應要做的工作。
第25話流露出會害怕大型動物的一面，以及渴望被說「帥氣」而不是「可愛」。在他心情失落跑到外面時，被附近的小女孩莉莉撿回家，取名「約瑟芬（Josephine）」。隔天打算偷偷離開時，碰巧經過莉莉就讀的小學，意外幫助莉莉與其他同學拉近距離。在一連串事件過後回到千優身邊，也常常會跟千優一起去探望莉莉。
名字源於英語的「Penguin」（企鵝）。
生日為4月25日，金牛座。
喵托蘭（Nyatoran）
配音：金田晶（日本）；謝寧（台灣）；石梓晴（香港）
形象顏色：  黄色（  橙色）
黃色的男性貓咪型治癒動物，總是從容不迫，但偶爾會失言，和向日葵很合得來，耍帥的一面底下卻會有急躁和認真的一面，語尾習慣加上「～喵（～ニャ）」。
與拉比琳相比，他認為選擇拍檔要跟他合得來的人。
第2話本來想代替拉比琳來跟和佳變身但失敗。
第3話雖然跑到街上積極尋找搭檔卻毫無收穫，還因為佩吉在自己不知道的時候找到搭檔而嚇到。
第4話不小心在向日葵面前脫口說話，急忙之間編出「我也不知道我為什麼會說話」的藉口，還裝作不認識和香跟千優。之後跟著出來找向日葵的朋友時，漸漸覺得向日葵很適合成為搭檔，所以提出邀請，成功讓向日葵變身為閃爍天使。之後也搬到向日葵家去住了。
額頭有一個魚形的胎記，但他不喜歡讓人看到（第13話）。
第18話對日下織江一見鐘情，但知道對方已婚之時大受打擊，自甘放棄這段短暫的單戀。
名字源於日語裡「トラ」（老虎）與貓叫的擬聲詞「ニャ」兩詞的混合。
生日為2月22日，雙魚座。

#### 王族
緹蒂努（Teatinu）
配音：戶田惠子（日本）；薛晴（台灣）；馮詠恩（香港）
治癒花園的女王，拿鐵的母親，純白的阿富汗獵犬型治癒動物。
第1話就將拿鐵、拉比琳、佩吉和喵托蘭送去地球。
第5話得知病幻者入侵治癒花園時她曾與病幻者的首領病根魔王交戰並與後者打成平手，但自己也是身受重傷。
過去是上一代光之美少女「風」的變身搭檔，第14話提及，另外第20話還說到是史上第一個治癒動物。
第19話感應到女兒與光之美少女們陷入危機，卻因為有傷在身無法前去救助，於是向身邊的石像祈禱，令大地天使降臨。
第37話結尾表示自己復原得差不多了，不久就會來到地球。
第43話率領治癒動物們來到地球，合力製造結界阻止新病根魔王侵蝕地球，並要光之美少女一行去找出淨化新病幻王的方法。
第45話在光之美少女們淨化完巨病怪後面對薩魯洛給出的議題，她給出自己到那時會做好淨化人類的覺悟，但憑自己過去跟人類打交道經驗反而更願意相信人類擁有改變未來的力量，並且在夏日天使身上看到了希望的具現。
名字為日語裡「手当て」（治療）與「犬」（狗）兩詞的混合。
拿鐵（Latte）
配音：白石晴香（日本）；劉如蘋（台灣）；廖欣怡（香港）
形象顏色：  紫丁香色
治癒花園的公主，全身淺棕色的小狗型治癒動物，因為太年幼的關係無法飄浮在空中和說話，和母親一樣能感應到病幻者的存在，但能力比較弱，而且感應到後會令自己元氣大傷，甚至病倒。能透過聽診器觀察心跳以及聽到她想說的話，語尾習慣加上「～拿鐵（～ラテ）」。
觀察力和判斷力都很強，也很會看時機並作出應變。
第2話以「和佳撿回家的流浪狗」的身分入住花寺家。
於第3話提到會怕水。
第15話少見地展現出王族的威嚴，對拉比琳施壓，幫助她與和佳面對問題，順利和解。
第19話得了感冒，導致無法及時察覺巨病怪出現，加上自覺弱小而不斷自責，但在光之美少女們陷入危機時鼓起勇氣，造就大地天使顯靈的契機。
第20話後成為大地天使的變身搭檔。
第43話開始能說出簡單的字詞，在光之美少女們未能完全淨化馨德伊奈時說出「Oasis」（綠洲）一詞，提醒大家進行更進一步的淨化。
第44話，見夥伴們擊倒病根魔王後累導致失去意識而感到焦慮，但在母親的提示下運用自己的力量進行治療。
第45話得知她已經學會說話和飄浮在空中，同話她更是用自己的力量把夏日天使召喚到治癒花園幫助和佳等人，最後把夏日天使送回去時自己生出了一枚印有自己模樣的愛心戒指送給了夏日天使。
名字源於拉丁語與義大利語的「Terra」（地球）倒轉而來。
生日為11月1日，天蝎座。

#### 其他治癒動物
雷翁（Leon）
配音：松田健一郎（日本）；于正昇（台灣）；羅偉亮（香港）
第37話登場的雄獅型治癒動物，左眼下方有傷疤。
特拉因（Torain）
配音：遠藤大智（日本）；陳凌雲（台灣）；梁皓翔（香港）
第37話登場的老虎型治癒動物，右眼佩戴眼罩。
薩魯洛（Saruro）
配音：鄉田穗積（日本）；陳凌雲（台灣）；黃志明（香港）
第45話登場的老年猴子型治癒動物。
本人直接表露出討厭人類的態度，並認為人類為了自私自利而破壞地球生態這種行為跟病幻者沒什麼兩樣。
最後在緹蒂努的開導下願意慢慢接納和佳等人。
斯茲丘恩（Suzuchun）
第45話登場的麻雀型治癒動物。
莫莫莫恩（Momomon）
第45話登場的花栗鼠型治癒動物。
費雷明（Feremin）
第45話登場的松鼠型治癒動物。
哈姆塔斯（Hamutasu）
第45話登場的倉鼠型治癒動物。

### 病根王國（，Byogen Kingdom）
企圖將地球變成疾病肆虐之地的「病根之人」所組成的邪惡組織，總部是一個到處充斥著熾熱岩漿如地獄般恐怖的世界。
光之美少女們於第39話闖入病幻王國並首次與病根魔王交手。
第44話在新病根魔王徹底被淨化後幾乎覆滅。
名字源於日語的「病原」一詞，是「病原」之意。

#### 首領
病根魔王（King Byogen）
配音：鄉田穗積（日本）；于正昇（台灣）；羅偉亮（香港）
病根之人的首領，被傳說中的光之美少女打倒，而幹部們為了讓他復活而到處作亂。
第39話他在組織總部病幻王國與闖入的光之美少女們首次交手，並被後者「淨化」。
之後於第41話得知被光之美少女們「淨化」的只不過是他的一部分分身而已，緊接著在該話中將古阿爾從背後偷襲並吞噬後顯露真容，外貌為身著深紅色斗篷且長著一頭白色長髮的黑色巨鳥，並說明自莘多恩強化自己後就在策劃好復活強化自身的計劃，因為吞噬強化後的幹部們是令自己加速復活的捷徑，也表示自己早已預料到古阿爾會妄想背叛自己和自行稱王一事，又表明現在一切可以慢慢來，不用急著腐蝕人類世界。
第42話中他在以對待古阿爾時的方式同樣吞噬達瑞沉之後，進一步進化成為力量更加巨大的「新病根魔王（Neo King Byogen）」，並開始向地球發動全面進攻。
第43話發動埋藏在健康市各地的腐蝕源頭並擴大，導致包含光之美少女家人們在內的大量市民以及元素精靈跟著被腐蝕，由於已吸收了兩個強化過的幹部的關係，實力當然不在話下，光之美少女們根本不是他的對手。本來他可以直接解決所有光之美少女，但沒想到自己的宿敵緹蒂努在這時出現並被她與其他各地的治癒動物聯合發動的結界困住。
第44話光之美少女們原以為能靠大地天使體內擁有的莘多恩的極病魔力量再結合自身力量來對抗他，但仍為時已晚，他還是打破了緹蒂努製造的結界並成功腐蝕全世界，之後對和佳等人說出生存即是戰鬥這句道理也意外讓和佳領悟了這句話，使她用這句話帶出想要活下去的動力帶動所有人，成功讓眾人覺醒，最終被全體光之美少女以「光之美少女 最終治癒洗禮」徹底淨化消失。
繼《光之美少女Splash Star》的葛亞、《Yes! 光之美少女5GoGo!》的館長、《FRESH光之美少女!》的梅比斯、《Heartcatch 光之美少女!》的沙漠之王杜恩、《Smile 光之美少女!》的皮耶羅、《心跳！光之美少女》的自私始祖、《Go! Princess 光之美少女》的迪絲比婭和《魔法使 光之美少女！》的戴斯瑪斯特後第九個在最終決戰後徹底消失的反派首領。

#### 極病魔（，Terabyogen）
第28話首次提及，病魔怪的進化型，病幻者幹部們以及病根魔王都是此一種族。
包括病根魔王在內，所有極病魔一開始都是病魔怪，在病魔怪時期未獲得淨化，並一路成長為智慧生命之後，就會失去腐蝕環境的力量，變成能夠製造病魔怪的極病魔。
除了上述方法，達瑞森還開發出另一個製造方法：將病魔碎片植入動物體內，直接吸收宿主的生命力成長，成為新的極病魔，其外觀會繼承自宿主的種族。若植入人體，則會跟宿主分離。
被打敗後會說出「Healin Good-bye」並消失，若有宿主也會還原。
名字中的「テラ」為国际单位制词头中的「一兆」。

##### 三幹部
外貌的大致特徵為尖耳朵、紅色尖角、鮮紅大衣、蠍子尾巴、脖子和腰部各有一條皮帶。
從第22話古阿爾的自私行為以及莘多恩於第30話還有第34話對另外兩位幹部的嫉妒和排斥再加上第41話她看古阿爾被吞噬的落井下石看戲心態中可看出，幹部之間的感情很差，甚至不太會共享情報，而且經常勾心鬥角，還帶有競爭意識，最後因為權力鬥爭與內訌，除了莘多恩以外，其他人都被病根魔王給吞噬。
第27話根據達瑞沉問莘多恩是否記得自己的「宿主」時，也在暗示三位病幻者原先的真實身分。
第30話開始三幹部將自己注入病魔碎片，大幅強化力量後進化，也同樣擁有了用奈米病原體感染人類變成超病魔怪的能力。
達瑞沉（Daruizen）
配音：田村睦心（日本）；劉如蘋（台灣）；黃尉斯（香港）
男性極病魔，膚色淺藍、留著墨綠色短髮的少年。
冷酷殘忍，仇視一切生命。
使用的奈米病原體是撥頭髮時掉落的頭皮屑。
第1話曾經提到「古老的光之美少女」的存在。
第6話與和香對話，指出假如不腐蝕地球就會很不舒服，快要開打後被和香撇下，後對和香很感興趣
第21話見識到古阿爾用病魔碎片強化病魔怪之後，主動想到切除病魔怪的身體，以獲得碎片的方法。
第22話主動告知莘多恩關於病魔碎片的情報，還分享一塊給他。
第24話想出使用病魔碎片其他方法，並為了「實驗」，而將巨病碎片放進一隻還不會飛的雛鳥。
第27話甚至為了「實驗」，而將病魔碎片放進和佳體內。
第28話在光之美少女在和凱達利戰鬥中想起了原先的「宿主」就是和佳。
第31話得知莘多恩用病魔碎片強化自己後點出了使用病魔碎片強化自身這種行為有可能會帶來副作用的影響。
第33話中迫於病根魔王的壓力，他不得不追隨莘多恩跟古阿爾的後塵，同樣對自己注入病魔碎片，大幅強化力量後進化，也同樣擁有了用奈米病原體感染人類變成超病怪的能力。
第40話中認為誰來領導當病根魔王都無所謂，只要能繼續腐蝕地球誰來當都可以，在光之美少女們要逃出病根王國時企圖妨礙阻止但未成功。
第41話中看到古阿爾被病根魔王殺害並吸收這一幕後心裡開始動搖，害怕自己最終也會跟古阿爾一樣下場而倉惶逃出，狼狽逃到健康市請求和佳讓自己回到她體內等待力量回復，但被後者斷然拒絕。
第42話中他因為被和佳拒絕入其體內，在內心裡的絕望下為了不讓自己被病根魔王吞噬，對自己身體注入大量病魔碎片而失控，最終在被全體光之美少女淨化之後被突然出現的病根魔王吞噬。
是三幹部裡唯一一個被全體光之美少女使用「光之美少女 最終治癒洗禮」後被病根魔王吞噬的人，同時也是唯一一個被全體光之美少女使用「光之美少女 最終治癒洗禮」後未講「Healin Good-bye」的人。
名字源於日語的「怠い」一詞，是「疲勞」或「無精打采」之意。
莘多恩（Shindoine）
配音：伊藤靜（日本）；謝寧（台灣）；陳子瑩（香港）
女性極病魔，膚色淡紫、留著紫色短髮的美女。
陰險奸詐，心高氣傲，仰慕病幻王。
使用的奈米病原體是飛吻時產生的飛沫。
第30話為了爭取病根魔王的目光，用自己的身體進行「實驗」，對自己注入巨病碎片，大幅強化力量後進化，還為了進一步測試力量，對孝太使用奈米病原體，意外把圓山老師變成超病怪，隨後第31話以進化形態出現在光之美少女面前，並說出自己進化後能用奈米病原體感染人類變成超病怪的能力。
第40話中得知自己迷戀崇拜的病根魔王被光之美少女們解決而古阿爾要代替前王來稱王之後對此表示強烈不滿和絕不認同。
第41話在病根魔王正式登場後假裝協助古阿爾，實際上是要看他被病根魔王殺死並吞噬的好戲，因為她與另外兩位幹部不同是絕對忠誠於病根魔王，所以病根魔王未對其下手。
第43話她奉新病根魔王之命企圖消滅光之美少女們，當她得知光之美少女們意圖想拿自己手中的病魔碎片時直接拿病魔碎片再度強化自己，二度強化後雖然實力極強，但被閃爍天使誘騙新病根魔王的事而分心露出破綻，並被恩典天使、聖泉天使、大地天使三人用個人技打成重傷，最終被全體光之美少女淨化，可即使全體光之美少女用「光之美少女 最終治癒洗禮」攻擊她也只是垂死而已，在拿鐵開口提示下初始三位光之美少女得知並使用「光之美少女 治癒綠洲」才成功淨化消失，而她的殘餘力量被大地天使吸收。
名字源於日語近畿方言的「しんどい」一詞，也是「疲勞」之意。
是三幹部裡唯一一個未被病根魔王吞噬的人，也是唯一一個被全體光之美少女先後使用「光之美少女 最終治癒洗禮」和「光之美少女 治癒綠洲」才成功淨化消失的人。
古阿爾（Guaiwaru）
配音：安元洋貴（日本）；陳凌雲（台灣）；楊耀泰（香港）
男性極病魔，膚色淡綠、留著橙色短髮的壯漢。
暴躁狂妄，習慣用武力解決問題，但卻也因此少根筋。
使用的奈米病原體是腋下的異味分子。
第22話對達瑞沉主動分享病魔碎片的行為表示不滿，顯露出自私的一面。
第32話中他效仿莘多恩，同樣對自己注入病魔碎片，大幅強化力量後進化，也同樣擁有了用奈米病原體感染人類變成超病怪的能力。
第39話中他故意打開了從人類世界通往病根王國的入口，引誘光之美少女們進入到病根王國裡，並在光之美少女們「淨化」掉病根魔王之後突然出現在前者面前對她們的舉動表示「感謝」，似乎是正在策劃一個巨大的陰謀……
第40話中他將大量的病魔碎片注入自己身體進一步強化力量，並揭露出他之所以會對光之美少女們「淨化」病根魔王之舉表示「感謝」的原因是因為她們為自己取代病根魔王篡位成為病根王國的新首領掃清了道路，隨後他開始向人類世界發動了全面的進攻與侵蝕大量的元素精靈……
第41話，在準備要對光之美少女們予以最後一擊時，被突然出現的病根魔王從背後偷襲並吞噬。
是三幹部裡唯一一個未被全體光之美少女淨化，而是直接被病根魔王吞噬的人。
名字源於日語的「具合が悪い」一詞，是「身體不舒服」之意。

##### 新幹部
播放中途登場的極病魔，外貌特徵與幹部們相同，但活躍時間較短。
貝特莫達（Batetemoda）
配音：保志總一朗（日本）；于正昇（台灣）；鄧肇基（香港）
第12話登場，海狸鼠極病魔，在第11話結尾由被巨病怪種子侵蝕的海狸鼠變身而成。
目中無人，喜歡出風頭，表面看起來相當仰慕自己的其餘三位病幻者同僚，然而內心裡卻大有對三人取而代之之意，第20話甚至直接跟病根魔王表明比起其餘三位同僚更希望把戰鬥指揮主權交給自己。
戰鬥狂，親口說出喜歡打鬥，戰鬥力之強曾讓光之美少女難以招架。
是新幹部裡最早登場的成員，也是新幹部裡活躍時間最久的，更是新幹部裡唯一一個能召喚病魔怪的人。
使用的奈米病原體是自己身上攜帶的病菌。
第20話使用之前戰鬥遺留的病魔碎片來強化病魔怪，本以為可以一舉消滅光之美少女，結果被大地天使直接淨化消失。
名字源於日語近畿方言的「バテてもうた」或「バテてもうダメ」，對應標準語的「バテる」一詞，意思是「疲累」。
涅布索克（Nebusokku）
配音：竹內榮治（日本）；陳凌雲（台灣）；李家傑（香港）
僅於第24話登場，烏鴉極病魔，被達瑞沉以巨病碎片侵蝕而成，本身是一隻還不會飛的雛鳥。
跟巴特特摩達一樣個性張狂，會稱呼達瑞沉為「大哥」，不過涅布索克是打從心底崇拜達瑞沉。
會飛，速度很快，能射出羽箭，肉搏戰的破壞力也不差，但因為本體的關係，弱點是懼高症。
保有侵蝕環境的能力，所以被達瑞沉評為「不夠成熟」。
最後被大地天使淨化，變回原來的雛鳥。
名字源於日語的「寝不足」一詞，是「睡眠不足」之意。
凱達利（Kedari）
配音：渡邊明乃（日本）；劉如蘋（台灣）；黃尉斯（香港）
僅於第28話登場，少年極病魔，離開和佳的身體成形，但與涅布索克一樣不夠成熟，還保有侵蝕環境的能力。
外貌與達瑞沉相仿，因為宿主是同一人。
個性冷酷，身段柔軟，能輕易躲避攻擊。
最後被恩典天使、聖泉天使和閃爍天使淨化消失。
名字源於日語的「気怠い」一詞，是「懶散」或「倦怠」之意。

#### 怪物
病魔怪（Megabyogen）
配音：後藤光祐（日本）；陳凌雲（台灣）；（香港）
本作刺客物質，為病幻者幹部以各自身上產生的奈米病原體（Nanobyogen）感染元素精靈後變化而成的怪物，所到之處皆會腐朽，還會釋放令人動彈不得甚至失去意識的毒霧。
可一次感染多個元素精靈，增強力量（第10話）。
成長之後的巨病怪會產出帶有奈米病原體的種子，這種種子會自己長出蜘蛛腳移動，並侵蝕動物，將之變成病幻者（第11話）。
可注入病魔碎片以強化（第20話）。
被打敗後會說出「Healin Good-bye」並消失，元素精靈則會恢復原狀。
名字中的「メガ」為国际单位制词头中的「一百萬」。
超病魔怪（Gigabyogen）
配音：後藤光祐（日本）；陳凌雲（台灣）；（香港）
第30話結尾經馨德伊奈實驗證明人類也能被奈米病原體感染後，於第31話正式登場的強化型巨病怪，力量要比之前的巨病怪更加的強大。
被打敗後一樣會說出「Healin Good-bye」並消失，人類則會恢復原狀。
名字中的「ギガ」為国际单位制词头中的「十億」。

### 主角的家人

#### 花寺家
花寺健
配音：花輪英司（日本）；陳凌雲（台灣）；郭湛深（香港）
和佳的父親，是一名建築設計師。
為了大病初癒的和佳購入了健康市郊區舊屋，自行改造成現在的花寺家。
大學時代是熱氣球社團的成員，畢業後也關心著母校的社團後輩。
第44話在女兒和佳與新病根魔王決戰結束後得知女兒她們當光之美少女和治癒動物的事就決定不要吵她們，但差點在明日美面前說漏嘴及時被妻子制止。
花寺康子
配音：村井每早（日本）；謝寧（台灣）；陳凱婷（香港）
和佳的母親，是一名卡車司機。因工作的機緣而認識了和佳的父親。
為了照顧生病的和佳曾經辭去工作，直到確定和佳的生活無虞後才放心復工。
小時候住在健康市，熟知澤泉旅館，也參加過同學會。

#### 澤泉家
澤泉龍二
配音：遠藤大智（日本）；陳凌雲（台灣）；（香港）
知由的父親。「澤泉旅館」的館長。
澤泉奈央
配音：佐古真弓（日本）；劉如蘋（台灣）；（香港）
知由的母親，「澤泉旅館」的少掌櫃。
澤泉清
配音：水內清光（日本）；于正昇（台灣）；（香港）
知由的祖父，「澤泉旅館」的廚師長。
澤泉晴子
配音：野澤由香里（日本）；薛晴（台灣）；（香港）
知由的祖母，「澤泉旅館」的掌櫃。
澤泉藤司
配音：松田颯水（日本）；徐瑀甄（台灣）；（香港）
知由的弟弟。
第44話在姐姐知由與新病根魔王決戰結束後和其餘家人們主動關心姐姐並送給姐姐要給佩吉吃的竹筴魚乾。
在成人時段，現任於「澤泉旅館」的館長特助，與平光香葵同職。

#### 平光家
平光輝彥
配音：松田健一郎（日本）；于正昇（台灣）；（香港）
日向的父親，「平光動物診所」的所長兼獸醫。
平光陽太
配音：逢坂良太（日本）；陳凌雲（台灣）；梁皓翔（香港）
日向的哥哥，「平光動物診所」的獸醫。
第44話在妹妹日向與新病根魔王決戰結束後和下面的明一樣間接暗示喵托蘭幫忙拿日向忘記帶的午餐便當。
平光明
配音：嘉數由美（日本）；劉如蘋（台灣）；（香港）
日向的姐姐，「Cafe Wonderful Juice H」的店員，同時在「平光動物診所」負責寵物美容。

### 健康中學
圓山教生
配音：濱田賢二（日本）；陳凌雲（台灣）；（香港）
和佳、知由與日向所在班級的導師。
第30話帶著兒子去動物園玩，巧遇和佳一行人，利用他們四人的互動開導兒子，幫助兒子與朋友合好。結尾為了保護兒子，被奈米病原體擊中變成超病怪，陷入危機。
第31話被光之美少女淨化後恢復正常，並與兒子團聚。
第44話在學生和佳她們與新病根魔王決戰結束後有和其他學生們看到和佳她們跟治癒動物的互動，但彼此一致裝作沒看到。
莉娜
配音：松田颯水（日本）；劉如蘋（台灣）；（香港）
美奈
配音：謝寧（台灣）；顧詠雪（香港）
涼子
配音：千本木彩花（日本）；（台灣）；（香港）
美月
配音：降幡愛（日本）；（台灣）；（香港）
以上四人皆為和佳、知由與日向的同學，其中莉娜與美奈皆為第4話中與日向一起去逛街的同伴。
益子道男
配音：井口祐一（日本）；劉如蘋（台灣）；黃尉斯（香港）
和佳、知由與日向的同級生，隸屬於健康中學新聞社，《健康中學日報》的總編輯，喜歡挖掘獨家新聞。
小學時因為看到雨後蜘蛛絲的奇景而去做有關報導，得到老師的鼓勵而開始投向新聞社，但亦因此令自己人緣不佳。
第7話因為懷疑和佳就是召喚巨病怪的罪魁禍首，一直尾隨調查，但當他趕到巨病怪面前時沒有發現和佳的蹤影，因此打消念頭，轉而決定報導「光之美少女」的存在。
第44話在同學和佳她們與新病根魔王決戰結束後被圓山老師問及會不會把和佳她們做光之美少女的事拿來做新聞，而他本人的回答是跟大家一樣選擇尊重並保密不會拿來炒作新聞。
形象讓人聯想到《Yes! 光之美少女5》的增子美香以及《Happiness Charge 光之美少女！》的增子美代，尤其「增子」與「益子」這兩個姓氏的日語讀音相同。
打上
配音：本橋大輔（日本）；（台灣）；（香港）
和佳、知由與日向的同學，其父親是一名煙火師傅，第26話中幫助和佳為明日美準備煙火大會。
金森琴惠
配音：花守由美里（日本）；李珮嘉（台灣）；（香港）
和佳、知由與日向的同學，為健康中學吹奏樂團的成員，負責小號。
菅原有斗
配音：坂泰斗（日本）；（台灣）；（香港）
和佳、知由與日向的同級生，為健康中學吹奏樂團的首席小號手，人稱「吹奏王子」
性格冷淡，為人嚴格，連樂團成員也敬畏三分。
紗理奈
配音：（台灣）；（香港）
和佳、知由與日向的同學。

### 其他角色
川井先生
配音：星野充昭（日本）；陳凌雲（台灣）；（香港）
「澤泉旅館」的員工，第3話中與知由一起去尋找溫泉水源的問題時遭到巨病怪襲擊一度昏迷。
長良澄子
配音：小市真琴（日本）；劉如蘋（台灣）；（香港）
第10話登場，製作玻璃美術館裡眾多玻璃美術品的工匠。
土生幹夫
配音：北田理道（日本）；陳凌雲（台灣）；李家傑（香港）
第15話登場，在健康市經營香草專門店「香草花園」。
杉崎史
配音：水落幸子（日本）；劉如蘋（台灣）；（香港）
長野日出夫
配音：佐藤健輔（日本）；于正昇（台灣）；（香港）
城戶哲也
配音：山岸治雄（日本）；陳凌雲（台灣）；（香港）
第16話登場，三人曾於50年前在健康市當地名勝「永遠的大樹」下一起發過友情的誓言。
史密斯先生
配音：藤原泰浩（日本）；于正昇（台灣）；（香港）
史密斯太太
配音：愛河里花子（日本）；謝寧（台灣）；（香港）
艾蜜莉・史密斯
配音：森永千才（日本）；薛晴（台灣）；顧詠雪（香港）
第17話登場，光顧「澤泉旅館」的外國人一家，不久後將移民日本。
日下織江
配音：前田玲奈（日本）；劉如蘋（台灣）；（香港）
日下炎
配音：澤城千春（日本）；陳凌雲（台灣）；（香港）
第18話登場的夫妻，兩人共同經營香氛工坊「Aroma」。炎是健康市出身，知由與日向的舊識，婚後再度搬回健康市。
樹朔夜
配音：福原綾香（日本）；陳貞伃（台灣）；（香港）
第24話登場的樹醫。
在大方市土生土長，熱愛大自然，因此才會成為樹醫，親自保護大自然。
莉莉
配音：田中貴子（日本）；徐瑀甄（台灣）；顧詠雪（香港）
第25話登場，剛搬來健康市的小女孩。
某日路過公園時，將假裝成布偶的佩吉坦撿回家，取名「約瑟芬」，並當成是自己的第一個朋友。後來知道佩吉坦不但是動物，甚至有飼主時，因為捨不得分開而強行帶走佩吉坦。之後知由帶著佩吉坦來探望，並說希望可以常常來，才重拾笑容。
跟媽媽相依為命，但媽媽忙於工作，所以自己學會打理家務，還會幫媽媽以及佩吉坦做飯。
個性內向，加上人生地不熟，所以一直交不到朋友。在佩吉坦無意間的幫助下，才跟其他同學拉近距離。
莉莉的母親
配音：千本木彩花（日本）；薛晴（台灣）；（香港）
第25話登場，忙於工作，早出晚歸，對於自己無法陪伴女兒感到愧疚。
吹田
配音：降幡愛（日本）；（台灣）；（香港）
天野
配音：關根瞳（日本）；（台灣）；（香港）
浮間
配音：野上翔（日本）；陳凌雲（台灣）；（香港）
阿和
配音：菊池幸利（日本）；于正昇（台灣）；（香港）
第27話登場，是花寺健在大學時代參與過的熱氣球社團的後輩。
阿和在第一回熱氣球比賽輸掉後原本想放棄，但後來受到明日美的鼓勵而振作，決定再參賽。
第二回比賽前，負責觀察風向的天野因貧血倒下，改由明日美代替指揮風向。
圓山孝太
配音：泊明日菜（日本）；李珮嘉（台灣）；（香港）
第30話登場，圓山教生的兒子，動物方面的知識很豐富，為了爭論「獅子跟老虎誰比較厲害」，而跟擁護獅子的朋友秀一大吵一架。
看到和香等人個性大相逕庭卻感情很好，漸漸想通，在隨民眾逃離動物園時出手幫助跌倒的秀一，藉此互通心意和好。
秀一
配音：七瀨彩夏（日本）；徐瑀甄（台灣）；（香港）
第30話登場，孝太的朋友，為了爭論「獅子跟老虎誰比較厲害」而跟孝太大吵一架，逃難過程中互通心意和好。
蜂須賀
配音：濱田賢二（日本）；于正昇（台灣）；（香港）
第33話登場，和佳以前的主治醫生。
為一直找不到和佳生病的原因又治不好她而感到愧疚，已經從醫院辭職，並表示自己將準備轉職至國外的一家研究機關當疾病的研究員。
在駕車離開健康市的途中被達瑞森變成超病怪，由光之美少女們淨化恢復正常。
高美翼
配音：高森奈津美（日本）；劉如蘋（台灣）；（香港）
第34話登場，就讀於健康市西中學，知由在該話中參加的秋季田徑大賽跳高項目上的參賽選手。
在跳高比賽中敗給知由並把後者視為最好的競爭對手，但是知由卻因為說自己沒想過還要朝世界大賽努力而瞧不起知由。
後因為家人要搬家到國外關係，而要轉學離開，在道別體育場時被馨德伊奈變成超病怪，由光之美少女們淨化恢復正常。
復原後為自己的衝動且愚蠢行為道歉，並看到知由被自己激起鬥志決心朝世界大賽而努力感到開心，並相約兩人以後一定會在世界大賽中再次相遇。
齋藤英里子
配音：松本沙羅（日本）；李珮嘉（台灣）；（香港）
第36話登場，是日向在小學時代的同學兼好友，英文名伊麗莎白（Elizabeth），因為家庭因素而搬家轉學到其他學校。
本話兩人相約再次見面，見到日向在校結交不少知心好友而感到嫉妒，後來才得知英里子轉學到別所學校自己卻結交不到什麼朋友所以才會嫉妒日向。
最後與日向等主角們成為好友並相約下次再次見面。
農戶大叔
配音：藤原貴弘（日本）；陳凌雲（台灣）；（香港）
第37話登場，一位心地善良且非常愛護動物的農民
為保護拉比琳等動物而被達瑞森變成超病怪，由光之美少女們淨化恢復正常。
風
第14話提及的上一代光之美少女，出身於健康市，多年前與泰雅緹努搭檔對抗病幻者，透過音樂的力量治療了許多人們、動物和元素精靈的身心靈。
僅出現於對話中，並未正式登場，外貌與明日美如出一轍，但作為光之美少女時的變身裝束與地球天使存在細節差異。

### 番外篇《熱血沙球！》登場人物
以下角色均登場於第35話，熱血沙球！為明日美、拉比琳、拿鐵與藤司最喜歡看的熱血運動類動畫，以沙灘排球為題材。
也是因為該劇人物的熱血陽光表現，成為激起拿鐵和拉比琳想要大家去海灘打沙灘排球的原因。
紅龍
配音：逢坂良太（日本）；（台灣）；（香港）
炎實
配音：安元洋貴（日本）；（台灣）；（香港）
阿武
配音：後藤光祐（日本）；（台灣）；（香港）
教練
配音：花輪英司（日本）；（台灣）；（香港）
監督
配音：松田健一郎（日本）；（台灣）；（香港）

### 元素精靈（）
棲息於地球的各個角落，掌管大自然元素的精靈。
第11話提及，一旦元素精靈被巨病怪吸乾所有能量就會消失，遭到侵蝕的地方也將無法復原。
部分元素精靈有其對應的元素瓶，可以注入能量供拿鐵恢復活力。
| 名稱             | 日本配音   | 台灣配音 | 香港配音 | 棲息地                                                                                                  | 出現集數                          |
| ---------------- | ---------- | -------- | -------- | --- | --------------------------------- |
| 花元素精靈（）   | 花守由美里 | 劉如蘋   |          | 山腳下公園的波斯菊花田（第1話、第37話） 蒲公英花田（第11話） 菊花田（第21話）                           | 第1話 第11話 第21話 第37話        |
| 木元素精靈（）   | 千本木彩花 |          |          | 健康中學的某顆大樹（第2話） 已經枯萎的大樹（第16話） 椰子樹（第35話） 松樹（第36話） 觀景樹木（第40話） | 第2話 第16話 第35話 第36話 第40話 |
| 水元素精靈（）   | 降幡愛     |          |          | 澤泉旅館的溫泉抽水機（第3話） 河流中（第11話） 學校的洗手台（第22話） 澡堂臉盆（第40話）                | 第3話 第11話 第22話 第40話        |
| 光元素精靈（）   | 花守由美里 |          |          | 服飾店的全身鏡（第4話） 玻璃美術館的玻璃雕塑中（第10話，大量出現）                                      | 第4話 第10話（多個）              |
| 氣泡元素精靈（） | 千本木彩花 |          |          | 水族館的水族箱中                                                                                        | 第5話                             |
| 果實元素精靈（） | 降幡愛     |          |          | 草莓農場的溫室大棚（第6話） 玉米田裡（第23話） 農戶果園（第37話） 健康饅頭（第45話）                    | 第6話 第23話 第37話 第45話        |
| 雨元素精靈（）   | 花守由美里 | 謝寧     |          | 樹葉上的雨滴（第7話） 雨靴（第17話）                                                                    | 第7話 第17話                      |
| 冰元素精靈（）   | 花守由美里 |          |          | 冰櫃 | 第8話                             |
| 寶石元素精靈（） | 花守由美里 |          |          | 寶石（第9話） 砂石（第12話） 獅子犬石雕（第25話）                                                       | 第9話 第12話 第25話               |
| 閃電元素精靈（） | 千本木彩花 |          |          | 小型無人機（第13話） 照相機（第40話）                                                                   | 第13話 第40話                     |
| 風元素精靈（）   | 降幡愛     |          |          | 小型手持電風扇（第14話） 風向袋（第19話） 風向雞（第40話）                                              | 第14話 第19話 第40話              |
| 葉元素精靈（）   | 花守由美里 |          |          | 薰衣草茶的茶花（第15話） 蘆薈的葉子（第30話） 公園草原（第37話）                                        | 第15話 第30話 第37話              |
| 火元素精靈（）   | 降幡愛     |          |          | 香氛蠟燭的焰芯                                                                                          | 第18話                            |
| 太陽元素精靈（） | 千本木彩花 |          |          | 太陽能板                                                                                                | 第20話                            |
| 空氣元素精靈（） | 千本木彩花 |          |          | 熱氣球                                                                                                  | 第27話                            |
| 音元素精靈（）   | 降幡愛     |          |          | 小號 | 第29話                            |
| 海元素精靈（）   | 降幡愛     |          |          | 海灘 | 第35話                            |

## 相關道具
元氣魔法棒（Healing Stick）
初期三位光之美少女的變身道具兼武器，由各自的搭擋妖精召喚出來，並在進行變身時才會合為一體。
妖精可於戰鬥時自行發動防禦招式元氣護盾（Puni Shield），以及跟光之美少女一同發動尋找病魔怪及超病魔怪病源的光之掃描（Cure Scan）。
第15話得知此變身道具會因為變身者的心情或想法而受到影響，而一旦後者內心出現動搖的話便會突然產生黑色的觸電而無法進行變身。
元素香水瓶（Element Bottle）
光之美少女用來變身和發動攻擊的道具，主要配合治癒魔法棒及地球風豎琴使用。
裝入元素精靈的力量後，裝在拿鐵的蝴蝶結上可以幫她恢復活力。
根據治癒動物們所說，元素瓶是非常稀有的寶物，拉比琳他們甚至直到第6話之前只見過泰雅緹努給他們的元素瓶：花、水、光。
| 用具               | 相關簡介 | 出現集數       |
| ------------------ | --- | -------------- |
| 芙娃元素香水瓶（） | 印著芙娃照片的星彩吊墜型元素瓶，由芙娃親自贈與拿鐵表示友好                                                                           | 星光閃亮第49話 |
| 花元素香水瓶（）   | 粉紅色，配合治癒魔法棒可使和佳變身為恩典天使及發動必殺技「光之美少女 治癒花朵」                                                      | 第1話          |
| 水元素香水瓶（）   | 藍色，配合治癒魔法棒可使知由變身為聖泉天使及發動必殺技「光之美少女 治癒水流」                                                        | 第3話          |
| 光元素香水瓶（）   | 黃色，配合治癒魔法棒可使日向變身為閃爍天使及發動必殺技「光之美少女 治癒閃光」                                                        | 第4話          |
| 果實元素香水瓶（） | 淺粉紅色，配合治癒魔法棒可使和佳發動元素技「果實元素」                                                                               | 第6話          |
| 冰元素香水瓶（）   | 白色，配合治癒魔法棒可使知由發動元素技「冰元素」                                                                                     | 第8話          |
| 閃電元素香水瓶（） | 橙色，配合治癒魔法棒可使日向發動元素技「閃電元素」                                                                                   | 第13話         |
| 葉元素香水瓶（）   | 綠色，配合治癒魔法棒可使和佳發動元素技「葉元素」                                                                                     | 第15話         |
| 雨元素香水瓶（）   | 水色，配合治癒魔法棒可使知由發動元素技「雨元素」                                                                                     | 第17話         |
| 火元素香水瓶（）   | 紅色，配合治癒魔法棒可使日向發動元素技「火元素」                                                                                     | 第18話         |
| 風元素香水瓶（）   | 紫色，配合拿鐵可使明日美變身為地球天使，配合地球風豎琴則可使明日美發動必殺技「光之美少女 治癒颶風」 第19話由地球天使以自己的力量變出 | 第19話         |
| 空氣元素香水瓶（） | 藍綠色，配合地球風豎琴可使明日美發動元素技「空氣元素」                                                                               | 第27話         |
| 音元素香水瓶（）   | 粉紫色，配合地球風豎琴可使明日美發動元素技「音元素」                                                                                 | 第29話         |

元氣精靈小屋（Healing Room Bag）
拉比琳、佩吉坦、喵托蘭的棲身之處，一人一個。
內部是各自的房間，放著旅行必備的各種用品。
奇蹟魔法瓶（Miracle Healing Bottle）
第11話登場，由所有元素精靈獻出自己的力量匯聚在一起之後所誕生出的奇蹟元素瓶，與治癒魔法棒配合使用可以發動合體必殺技「光之美少女 元氣綠洲」。
跟其他的元素香水瓶一樣，注入元素精靈的力量後，裝在拿鐵的蝴蝶結上就能幫她恢復活力。
地球風豎琴（Earth Windy Harp）
第20話登場，地球天使的武器，在變身過程中召喚出來。
除了使用必殺技淨化病魔怪之外，也能撥動琴弦來操縱風進行戰鬥。
病魔碎片（Mega Parts）
第20話登場，病根之人使用的強化道具，貝特莫達率先發現此物，由古阿爾命名，是從病魔怪身上掉落的一部分，可切除病魔怪的身體來取得。
放入病魔怪體內，就能令病魔怪急速成長。
經達瑞沉實驗證明，放入動物體內，可以直接吸收宿主的生命力，產生出極病魔。若宿主是人類，則會在產生極病魔時與宿主分離。此外，若把碎片加入光之美少女身上，後者會先因發病而倒下，接著在一段時間後會解除變身。
經古阿爾實驗證明，在病魔怪身上加入的病魔碎片越多，病魔怪強化後就會越大。
經莘多恩實驗證明，放入極病魔體內，可以大幅強化極病魔的能力。
療癒聖弓（Healin' Good♥Arrow）
第31話登場，光之美少女們的新武器，外形為弓箭與針筒的結合，由各自的搭擋妖精召喚出來，並在發動合體必殺技時才會合為一體。
配合寶石魔法瓶可使光之美少女們變身為「超凡治癒型態」並發動合體必殺技「光之美少女 終極元氣聖光」。
寶石魔法瓶（Special Healin' Good Bottle）
第31話登場，由所有12個元素瓶的力量匯聚在一起之後所誕生出的奇蹟元素瓶，與治癒弓箭配合使用可使光之美少女們變身為「超凡治癒型態」並發動合體必殺技「光之美少女 終極元氣聖光」。

## 製作人員
- 原作：東堂泉
- 製作人：佐藤有（朝日放送）、安井一成（ABC動畫）、矢崎史（ADK）、安見香（東映動畫）
- 系列導演：池田洋子
- 系列構成：香村純子
- 角色設計：山岡直子
- 美術設計：西田渚、今井美紀、
- 色彩設計：坂入希代美
- 音樂：寺田志保
- 製作協力：東映
- 製作：朝日放送、ABC動畫、ADK、東映動畫

## 主題曲
片頭曲

作詞：兒玉沙織，作曲：高取秀明，編曲：籠島裕昌，主唱：北川理惠
第6話、第7話以及第29話至第33話片頭曲有使用到「光之美少女 Miracle Leap 與大家不可思議的一天」的部分畫面。
台灣版主題曲
「充滿奇蹟♥Link Ring！」
作詞：曾世詩，作曲：大橋莉子，編曲：KOH，主唱：天竺鼠姐姐、葡萄姐姐、百香果姐姐
片尾曲
（第1話～第19話）
作詞：eNu，作曲：大橋莉子，編曲：KOH，主唱：Machico
第44話作為插入曲使用。
（第20話～第45話）
作詞：藤本記子，作曲：ANDW，編曲：立山秋航，主唱：宮本佳那子
台灣播放版省略了片尾曲。
插入曲
（第45話）
作詞：兒玉沙織，作曲、編曲：森いづみ，主唱：北川理惠

## 各話標題
| 話數 | 日文標題 | 中文標題                                        | 中文標題（中國大陸愛奇藝）                            | 中文標題（台灣東森幼幼台）              | 中文標題（香港ViuTV）                          | 劇本              | 分鏡                | 演出       | 作畫監督                              | 美術            | 日本播放日期   | 台灣播放日期   | 香港播放日期    |
| ---- | -------- | ----------------------------------------------- | ----------------------------------------------------- | --------------------------------------- | ---------------------------------------------- | ----------------- | ------------------- | ---------- | ------------------------------------- | --------------- | -------------- | -------------- | --------------- |
| 1    |          | 手牽手心連心！兩人在一起就是光之美少女♥恩典天使 | 牽起手來心跳不已！兩個人一起就是光之美少女♥Cure Grace | 手牽手！兩人一起就是光之美少女♥恩典天使 | 手抱手心動不已！兩個人變身Pretty Cure          | 香村純子          | 池田洋子            | 池田洋子   | 為我井克美                            | 西田渚          | 2020年 2月2日  | 2020年 7月25日 | 2021年 11月17日 |
| 2    |          | 搭檔解散！？難道我不夠格嗎？                    | 搭檔解除！？難道我不行嗎？                            | 搭檔拆夥！？難道我不行嗎？              | 拍檔解散？難道我不行嗎                         | 香村純子          | 八代駿              | 村上貴之   | 下谷美保                              | 今井美紀        | 2月9日         | 8月1日         | 11月22日        |
| 3    |          | 噴湧而出的心意！變身！聖泉天使                  | 湧上心頭的想法！變身！Cure Fontaine                   | 湧上心頭的想法！變身！泉源天使          | 湧上心頭的思緒！變身Cure Fontaine              | 香村純子          | 志水淳兒            | 門由利子   | 美馬健二                              | 倉橋隆 一瀨茜   | 2月16日        | 8月8日         | 11月23日        |
| 4    |          | 好可愛！我也要！閃爍天使誕生                    | 想要！變可愛！Cure Sparkle誕生                        | 想要！變可愛！閃亮天使誕生              | 好可愛！Cure Sparkle誕生                       | 香村純子          | 中村亮太            | 中村亮太   | 仲條久美                              | 李凡善          | 2月23日        | 8月15日        | 11月24日        |
| 5    |          | 尷尬的水族館之行！四分五裂的我們                | 氣氛尷尬的水族館！不在同一頻道的我們                  | 氣氛尷尬的水族館！我們的想法不一樣      | 氣氛尷尬的水族館                               | 高橋鬱子          | 大畑晃一            | 岩井隆央   | 青山充                                | 志賀友香        | 3月1日         | 8月22日        | 11月29日        |
| 6    |          | 媽媽在哪裡拿鐵？看家變成大脫逃！                | 媽媽在哪裡？翹掉看家大出走！                          | 媽媽在哪裡？拿鐵翹家了                  | 媽媽在哪裡，看屋大逃離                         | 香村純子          | 角銅博之            | 角銅博之   | 赤田信人                              | 齋藤優          | 3月8日         | 8月29日        | 11月30日        |
| 7    |          | 獨家頭條！？和香的秘密                          | 特大新聞！？和佳的秘密                                | 大新聞！？和佳的秘密                    | 大新聞                                         | 廣田光毅          | 志水淳兒            | 志水淳兒   | 上野賢                                | 大西穰          | 3月15日        | 9月5日         | 12月1日         |
| 8    |          | 知由跳不起來！？田徑大賽的危機！                | 知優跳不起來！？田徑大賽大危機！                      | 千優跳不起來！？田徑大賽大危機！        | 田徑大會大危機                                 | 金月龍之介        | 西田正義            | 岩井隆央   | 為我井克美                            | 李凡善          | 3月22日        | 9月12日        | 12月6日         |
| 9    |          | 日向的可愛大作戰！                              | 日向的可愛大作戰！                                    | 香葵的可愛大作戰！                      | 向日葵的可愛大作戰                             | 伊藤睦美          | 土田豐              | 川崎弘二   | 小松                                  | 濱野英次        | 3月29日        | 9月19日        | 12月7日         |
| 10   |          | 緊急治療！有好多巨病怪！？                      | 緊急治療！好多巨病怪！？                              | 緊急治療！有好多病魔怪！？              | 病魔怪大量出現                                 | 香村純子          | 大畑晃一            | 關曉子     | 森亞彌子 高野由香里                   | 齋藤優          | 4月5日         | 10月3日        | 12月8日         |
| 11   |          | 力量合一！奇蹟治癒！                            | 將力量合為一體！奇蹟治癒！                            | 將力量合為一體！奇蹟魔法！              | 齊心協力，奇蹟治癒                             | 香村純子          | 角銅博之            | 高戶谷一步 | 松浦仁美                              | 大西穰          | 4月12日        | 10月10日       | 12月13日        |
| 12   |          | 心領神會！？團隊合作大作戰                      | 心領神會！？團隊配合大作戰                            | 心領神會！？團隊默契大作戰              | 以心傳心，團隊配合大作戰                       | 廣田光毅          | 村上貴之            | 村上貴之   | 下谷美保 角田茉央                     | 李凡善          | 4月19日        | 10月17日       | 12月14日        |
| 13   |          | 要繼續下去嗎？迷惘的日向！                      | 要不要放棄？迷茫的日向！                              | 要不要放棄？迷茫的香葵！                | 做還是不做？迷惘的向日葵                       | 高橋鬱子 香村純子 | 志水淳兒            | 志水淳兒   | 美馬健二                              | 今井美紀        | 6月28日        | 10月24日       | 12月15日        |
| 14   |          | 發現活力！健康慶典！                            | 發現活力！健康節慶日！                                | 發現活力！健康快樂節！                  | 發現活力！健康廟會                             | 伊藤睦美          | 門由利子            | 門由利子   | 青山充                                | 齋藤優          | 7月5日         | 10月31日       | 12月20日        |
| 15   |          | 第一次吵架…形同陌路的和香與拉比琳               | 第一次吵架…產生分歧的和佳和拉比琳                     | 第一次吵架…產生分歧的和佳和拉比琳       | 第一次吵架，和香跟拉比拉有誤會                 | 田中仁            | 飛田剛              | 飛田剛     | 上野賢                                | 大西穰          | 7月12日        | 11月7日        | 12月21日        |
| 16   |          | 在永遠的大樹下說出友情的誓言！                  | 友情的誓言！在永恆的大樹下                            | 友情的誓言！在永恆的大樹下              | 永恆之樹下，起誓友情                           | 金月龍之介        | 角銅博之            | 角銅博之   | 赤田信人                              | 李凡善          | 7月19日        | 11月14日       | 12月22日        |
| 17   |          | 最棒的款待！？知由的老闆娘修行                  | 最棒的招待！？知優的掌櫃修行                          | 最棒的服務！？千優的老闆娘修行          | 最好的接待                                     | 伊藤睦美          | 紅優                | 岩井隆央   | 稻上晃 增田誠治                       | 濱野英次        | 7月26日        | 11月21日       | 12月27日        |
| 18   |          | 直擊內心！喵托蘭的報恩                          | 怦然心動！喵托蘭的報恩                                | 怦然心動！托尼的報恩                    | 報恩                                           | 平林佐和子        | 村上貴之            | 村上貴之   | 角田茉央 下谷美保                     | 齋藤優          | 8月2日         | 11月28日       | 12月28日        |
| 19   |          | 守護拿鐵…！祈禱之風與奇蹟的少女                 | 保護拿鐵…！祈禱之風與奇跡少女                         | 保護拿鐵…！祈禱之風與奇蹟少女           | 守護拉帝                                       | 香村純子          | 高戶谷一步          | 高戶谷一步 | 松浦仁美 濱野裕一                     | 大西穰          | 8月9日         | 12月5日        | 12月29日        |
| 20   |          | 現在，連結一切心願…！我們的地球天使             | 此刻相連的心願…！我們是Cure Earth                     | 此刻相連的心願…！我們是大地天使         | 現在心願相連！我們是Cure Earth                 | 香村純子          | 宮元宏彰            | 關曉子     | 森亞彌子 小川一郎                     | 李凡善          | 8月16日        | 12月12日       | 2022年 1月3日   |
| 21   |          | 初次見面！我叫風鈴明日美                        | 初次見面！我是風鈴艾蘇米                              | 初次見面！我是風鈴亞莎                  | 初次見面，我是風鈴亞莎                         | 香村純子          | 志水淳兒            | 志水淳兒   | 青山充                                |                 | 8月23日        | 12月19日       | 1月4日          |
| 22   |          | 拿鐵不要走！消失的身體與萌芽的心                | 不要跑拿鐵！消失的身體和萌芽的心意                    | 拿鐵不要跑！消失的身體和喜歡的心情      | 消失的身體和萌發的感情                         | 伊藤睦美          | 角銅博之            | 角銅博之   | 上野賢                                | 齋藤優          | 8月30日        | 12月26日       | 1月5日          |
| 23   |          | 可愛是什麼意思？明日美與小狗的故事              | 可愛是什麼？艾蘇米和小狗的故事                        | 什麼是可愛？亞莎與小狗                  | 可愛是甚麼？阿莎與小狗的故事                   | 平林佐和子        | 小川孝治            | 岩井隆央   | 美馬健二                              | 大西穰          | 9月6日         | 2021年 1月2日  | 1月10日         |
| 24   |          | 現在就出發！乘著風去治療                        | 現在就出發！讓治療隨風而去                            | 現在就出發！讓療癒隨風而去              | 現在出發吧！讓治療隨風而去                     | 廣田光毅          | 深澤敏則            |            | 赤田信人                              | 田中美紀        | 9月13日        | 1月9日         | 1月11日         |
| 25   |          | 拿出勇氣！陷入困境的佩吉坦                      | 拿出勇氣來！被囚禁的佩吉坦                            | 鼓起勇氣！被關起來的佩吉                | 鼓起勇氣，被困的企鵝                           | 金月龍之介        | 村上貴之            | 村上貴之   | 角田茉央 杉山紗代 藤崎真吾            | 李凡善          | 9月20日        | 1月16日        | 1月12日         |
| 26   |          | 大吃一驚！明日美的拿鐵日記                      | 大吃一驚！艾蘇米的拿鐵日記                            | 嚇一跳！亞莎的拿鐵日記                  | 驚喜！亞莎的拉帝日記                           | 金子香緒里        | 高戶谷一步          | 高戶谷一步 |                                       | 齋藤優          | 9月27日        | 1月23日        | 1月17日         |
| 27   |          | 氣球高飛！明日美與拿鐵的火熱感情                | 飛吧氣球！艾蘇米和拿鐵的熾熱心意                      | 氣球飛吧！亞莎與拿鐵的火熱感情          | 氣球飛吧！亞莎與拉帝的熱情                     | 伊藤睦美          | 三上雅人            | 三上雅人   | 松浦仁美                              | 濱野英次        | 10月4日        | 1月30日        | 1月18日         |
| 28   |          | 痛苦再次降臨！？達瑞森，原來你是                | 痛苦再臨！？達魯伊森你究竟                            | 再次襲來的痛苦！？達瑞森原來你是        | 再次不適！達瑞森你是                           | 香村純子          | 門由利子            | 門由利子   | 稻上晃                                | 田中美紀        | 10月11日       | 2月6日         | 1月19日         |
| 29   |          | 和香的壓力？尋找轉換心情的方法♪                 | 和佳的壓力？尋找轉換心情的方法                        | 和佳的壓力？轉換心情大作戰♪             | 和香的壓力，尋找轉換心的方法                   | 平林佐和子        | 志水淳兒            | 志水淳兒   | 青山充                                | 李凡善          | 10月18日       | 2月20日        | 1月24日         |
| 30   |          | 大家都不一樣？在動物園放假                      | 個性各不相同？動物園假期                              | 個性不一樣？在動物園休假                | 個性各不相同，放假去動物園                     | 伊藤睦美          | 志田直俊            | 關曉子     | 森亞彌子 小川一郎                     | 齋藤優          | 10月25日       | 2月27日        | 1月25日         |
| 31   |          | 病幻者進化！用治癒弓箭進行治療！                | 病幻者的進化！治療就用治癒弓箭                        | 病根之人進化！療癒聖弓誕生              | 病根兵團的進化！用 Healin' Good Arrow 進行治癒 | 香村純子          | 志田直俊            | 岩井隆央   | 上野賢                                | 濱野英次 西田渚 | 11月8日        | 3月6日         | 1月26日         |
| 32   |          | 我想要像姐姐那樣！我的當家修行                  | 像姐姐一樣！我的掌櫃修行                              | 像姐姐一樣！我的老闆修行                | 好像姐姐一樣，我的老闆修練                     | 伊藤睦美          | 角銅博之            | 角銅博之   | 赤田信人                              | 田中美紀        | 11月15日       | 3月13日        | 1月31日         |
| 33   |          | 回憶重現！過去的我送來的禮物                    | 記憶的重逢！來自過去的自己的禮物                      | 回憶重現！過去的我送來的禮物            | 難忘的再會！過去我的禮物                       | 香村純子          | 深澤敏則            | 深澤敏則   | 美馬健二 沼田廣                       | 李凡善          | 11月22日       | 3月20日        | 2月1日          |
| 34   |          | 我是對手！？知由尋求的翅膀                      | 我是對手！？知優追尋的翅膀                            | 我就是對手！？千優追求的翅膀            | 我是勁敵！千優追求的翅膀                       | 廣田光毅          | 村上貴之            | 村上貴之   | 角田茉央 藤崎真吾                     | 齋藤優          | 11月29日       | 3月27日        | 2月2日          |
| 35   |          | 手牽手托球！熱血青春的傳接球療法！              | 攜手托球！用球連接起青春治療！                        | 手牽手！療癒排球連接的青春              | 手握手托球！治癒排球連接的青春                 | 平林佐和子        | 小村敏明            | 飛田剛     | 藤原未來夫                            | 倉橋隆          | 12月6日        | 4月3日         | 2月7日          |
| 36   |          | 娜塔莎的憂鬱 用功大作戰！                       | 娜塔莎的憂鬱 學習大作戰！                             | 娜塔莎的憂鬱 學習大作戰！               | Natasha的憂鬱，學習大作戰                      | 金月龍之介        | 高戶谷一步          | 高戶谷一步 | 青山充                                | 田中美紀        | 12月13日       | 4月10日        | 2月8日          |
| 37   |          | 享受季節♥款待拿鐵的旅行！                       | 享受季節 拿鐵大人招待之旅！                           | 享受季節♥拿鐵大人款待之旅！             | 享受季節，拉帝公主款待之旅                     | 金子香緒里        | 小村敏明            | 岩井隆央   |                                       | 李凡善          | 12月20日       | 4月17日        | 2月9日          |
| 38   |          | 動搖的知由 當家與跳高，要選哪條路？             | 掌櫃？跳高？知優搖擺的內心                            | 老闆娘？跳高？千優動搖的心              | 老闆娘？跳高？千優搖擺的心                     | 伊藤睦美          | 角銅博之            | 角銅博之   | 松浦仁美                              | 齋藤優          | 12月27日       | 4月24日        | 2月14日         |
| 39   |          | 終於要決戰了！？闖入病幻王國！                  | 終於迎來決戰！？闖入！病幻王國！                      | 決戰到來我們走！？闖入病根王國          | 終於決戰！衝向病根王國                         | 金月龍之介        | 志水淳兒            | 志水淳兒   | 藤原未來夫                            | 西田渚 濱野英次 | 2021年 1月10日 | 5月1日         | 2月15日         |
| 40   |          | 日向後悔不已…古艾瓦爾王誕生！                   | 日向的後悔…誕生！古埃瓦王                             | 香葵後悔了…誕生！古阿爾王               | 向日葵的後悔！古阿爾王誕生                     | 平林佐和子        | 小村敏明 高戶谷一步 | 關曉子     | 森亞彌子 高野由香里 村田憲泰 吉森直子 | 田中美紀        | 1月17日        | 5月8日         | 2月16日         |
| 41   |          | 健康市的危機！！悄然接近的王之影                | 健康市的危機！！悄然逼近的王的影子                    | 健康市的危機！！暗中接近的王之影        | 健康市的危機！暗中潛伏的陰影                   | 香村純子          | 志田直俊            | 岩井隆央   | 沼田廣                                | 李凡善          | 1月24日        | 5月15日        | 2月21日         |
| 42   |          | 和香的選擇！必須守護之物                        | 和佳的選擇！必須守護之物                              | 和佳的選擇！必須守護的東西              | 和香的選擇！必須保護的事物                     | 香村純子          | 門由利子            | 門由利子   | 赤田信人                              | 齋藤優          | 1月31日        | 5月22日        | 2月22日         |
| 43   |          | 王的進化…！健康市遭受侵蝕                       | 王的進化…！被腐蝕的健康市                             | 王之進化…！被侵蝕的健康市               | 病根魔王的進化！被感染的健康市                 | 香村純子          | 角銅博之            | 角銅博之   | 稻上晃                                | 田中美紀        | 2月7日         | 5月29日        | 2月23日         |
| 44   |          | 大家一起治療！！為了健康的未來                  | 齊心協力治療！！為了健康的未來                        | 攜手療癒！！為了健康的未來              | 一起攜手治癒！為了健康的未來                   | 香村純子          | 深澤敏則            | 深澤敏則   | 山岡直子 為我井克美                   | 西田渚          | 2月14日        | 6月5日         | 2月28日         |
| 45   |          | 歡迎光臨♥治癒花園！                             | 歡迎來到治癒花園！                                    | 歡迎光臨♥元氣花園！                     | 出發到治癒花園                                 | 香村純子          | 池田洋子            | 池田洋子   | 青山充                                | 李凡善 西田渚   | 2月21日        | 6月12日        | 3月1日          |

## 播放媒體

### 電視台
| 播放電視台   | 播放日期                       | 播放時間                   | 所屬聯播網      | 備註    |
| ------------ | ------------------------------ | -------------------------- | --------------- | ------- |
| 朝日放送     | 2020年2月2日 - 2021年2月21日   | 星期日 08:30 - 09:00       | 朝日電視台系列  | 同時    |
| 朝日電視台   | 2020年2月2日 - 2021年2月21日   | 星期日 08:30 - 09:00       | 朝日電視台系列  | 同時    |
| 名古屋電視台 | 2020年2月2日 - 2021年2月21日   | 星期日 08:30 - 09:00       | 朝日電視台系列  | 同時    |
| 新潟電視台21 | 2020年2月2日 - 2021年2月21日   | 星期日 08:30 - 09:00       | 朝日電視台系列  | 同時    |
| 長崎文化放送 | 2020年2月2日 - 2021年2月21日   | 星期日 08:30 - 09:00       | 朝日電視台系列  | 同時    |
| 山陰放送     | 2020年2月8日 - 2021年2月27日   | 星期六 11:15 - 11:45       | TBS系列         | 延遲6日 |
| 東森幼幼台   | 2020年11月13日 - 2021年7月23日 | 星期五 星期六 星期日 20:00 | YOYO官方Youtube |         |

| 日本 朝日放送電視台和朝日電視台系列 星期日 08:30—09:00 | 日本 朝日放送電視台和朝日電視台系列 星期日 08:30—09:00     | 日本 朝日放送電視台和朝日電視台系列 星期日 08:30—09:00 |
| ------------------------------------------------------ | ---------------------------------------------------------- | ------------------------------------------------------ |
|                                                        | Healin' Good ♥ 光之美少女 （2020年2月2日 - 2021年2月21日） |                                                        |
| 星光閃亮☆光之美少女 （2019年2月3日—2020年1月26日）     | Tropical-Rouge！光之美少女 （2021年2月28日—2022年1月30日） |                                                        |

| 臺灣 東森幼幼台 星期六 08:00 - 08:30 · 2020年9月26日暫停播映 · 2020年10月10日開始改為08:00 - 08:25 · 2021年2月13日暫停播映 | 臺灣 東森幼幼台 星期六 08:00 - 08:30 · 2020年9月26日暫停播映 · 2020年10月10日開始改為08:00 - 08:25 · 2021年2月13日暫停播映 | 臺灣 東森幼幼台 星期六 08:00 - 08:30 · 2020年9月26日暫停播映 · 2020年10月10日開始改為08:00 - 08:25 · 2021年2月13日暫停播映 |
| --- | --- | --- |
| | 元氣魔法 ♥ 光之美少女 （2020年7月25日 - 2021年6月12日）                                                                    | |
| YOYO好好玩 | 熱情閃耀！光之美少女 | |

| 香港 ViuTV 星期一至三 16:30－17:00            | 香港 ViuTV 星期一至三 16:30－17:00                    | 香港 ViuTV 星期一至三 16:30－17:00 |
| --------------------------------------------- | ----------------------------------------------------- | ---------------------------------- |
|                                               | 元氣魔法 光之美少女 （2021年11月17日 - 2022年3月1日） |                                    |
| 妖怪手錶 第1-65集 （2021年6月21日－11月16日） | 小豆動物大冒險 （2022年3月2日－5月2日）               |                                    |

### 日本國內的配信
| 配信期間                     | 配信時間         | 配信網站 | 參考               |
| ---------------------------- | ---------------- | -------- | ------------------ |
| 2020年2月2日 - 2021年2月21日 | 星期日 9:00 更新 | TVer     | 最新話限定免費配信 |

## 劇場版

### 電影
電影 Healin' Good ♥ 光之美少女 夢想的小鎮心動不已！GoGo！大變身！！
同時為新開播的Tropical-Rouge！光之美少女上映短篇《電影 Tropical-Rouge！光之美少女 小小闖入！組合♡舞會！》
- 日本上映日期：2021年3月20日
- 本作是光之美少女單獨劇場版中第二次有前作光之美少女登場的作品[註 44]。

#### 故事簡介
時間線為Healin' Good ♥ 光之美少女最終話以後，和佳一行人來到東京，在那裡人們通過戴上「夢之項鍊」，可以體驗能反映出自己夢想的「夢之R」。期間和佳一行人結識了夢之R的公主——輝夜，然而這時一夥企圖搶奪人們夢想的神秘敵人突然現身，為了守護輝夜及大家的夢想，和佳一行人所在的Healin' Good ♥ 光之美少女將與來自Yes! 光之美少女5的成員一起，展開一場驚心動魄的戰鬥與大冒險！

#### 登場人物
我修院輝夜（Gashuin Kaguya）
配音：小林星蘭（日本）
本作登場角色，人氣模特兒，被稱為「夢之R公主」的少女，擁有操縱夢之R的不可思議能力，真正身份其實是東京上空存在的「奇跡之花」中所誕生出來的妖精。
曾被埃戈埃戈吸收，並在埃戈埃戈被淨化後，一度瀕死差點消失，最後在恩典天使以及眾人的努力下復活。
我修院薩雷那（Gashuin Sarena）
配音：勝生真沙子（日本）
本作登場角色，輝夜的母親，開發出夢之R系統的女性科學家。
埃戈埃戈（Ego Ego）
配音：高木涉（日本）
本作反派，企圖襲擊輝夜並搶奪人們夢想的神秘敵人。
真身與輝夜一樣也是夢之R的妖精，最後被夢天使跟恩典天使給淨化，恢復原狀。
藤田妮可（Nicole Fujita）
配音：藤田妮可（日本）
本作特別登場的真人客串，日本著名的時裝模特兒。
生見愛瑠（Nukumi Meru）
配音：生見愛瑠（日本）
本作特別登場的真人客串，日本著名的時裝模特兒。
景井雛（Kagei Hina）
配音：景井雛（日本）
本作特別登場的真人客串，日本著名的TikToker。
紗綾（Saaya）
配音：紗綾（日本）
本作特別登場的真人客串，日本著名的YouTuber。

#### 片頭曲

作詞：兒玉沙織，作曲：高取秀明，編曲：籠島裕昌，主唱：北川理惠

#### 片尾曲

作詞：六ツ見純代，作曲、編曲：森いづみ，主唱：Machico

#### 插入曲

作詞：兒玉沙織，作曲、編曲：KOHTA YAMAMOTO，主唱：北川理惠

### All Stars 系列電影
主條目：All Stars 系列電影
光之美少女 All Stars F

### Miracle Leap
主條目：Miracle Leap 系列電影
光之美少女 Miracle Leap 與大家不可思議的一天

## 外部連結
- 官方网站（東映アニメーション）（日語）
- 官方网站（朝日放送テレビ）（日語）